# Sterkia eyriesii
Sterkia eyriesii är en snäckart som först beskrevs av Henri Drouet 1859.  Sterkia eyriesii ingår i släktet Sterkia och familjen puppsnäckor.

## Underarter
Arten delas in i följande underarter:
- S. e. rhoadsi
- S. e. eyriesii